# Ḱ (латиница)
Ḱ, ḱ (K с акутом) — буква расширенной латиницы. Используется в македонском языке, языках саанич и сантали, а также для записи протоиндоевропейского языка.

## Использование
Является 24-й буквой македонского алфавита на основе латиницы и обозначает глухой палатальный взрывной согласный [c], иногда заменяется диграфом kj. В кириллице ей соответствует буква Ќ.
В алфавите саанич является 17-й буквой и обозначает звук [qʷ].
В записи протоиндоевропейского языка обозначает фонему [kʲ].